# Generali Open 2015
Il Generali Open 2015 è stato un torneo di tennis maschile giocato sulla terra rossa. È stata la 70ª edizione dell'evento in passato noto come Austrian Open Kitzbühel e Bet-at-home Cup Kitzbühel, appartenente alle ATP World Tour 250 series nell'ambito dell'ATP World Tour 2015. Si è giocato al Tennis Stadium Kitzbühel di Kitzbühel, in Austria, dal 3 all'8 agosto 2015.

## Partecipanti

### Teste di serie
| Giocatore  | Nazione               | Ranking* | Testa di serie |
| ---------- | --------------------- | -------- | -------------- |
| Austria    | Dominic Thiem         | 24       | 1              |
| Italia     | Andreas Seppi         | 26       | 2              |
| Italia     | Fabio Fognini         | 32       | 3              |
| Slovacchia | Martin Kližan         | 34       | 4              |
| Argentina  | Juan Mónaco           | 38       | 5              |
| Germania   | Philipp Kohlschreiber | 40       | 6              |
| Rep. Ceca  | Jiří Veselý           | 45       | 7              |
| Spagna     | Albert Ramos Viñolas  | 55       | 8              |

*Le teste di serie sono basate sul ranking al 27 luglio 2015.

### Altri partecipanti
I seguenti giocatori hanno ricevuto una wildcard per il tabellone principale:
- Gerald Melzer
- Jürgen Melzer
- Dennis Novak

I seguenti giocatori sono passati dalle qualificazioni:

- Kenny de Schepper
- Rogério Dutra da Silva
- Paul-Henri Mathieu
- Jan-Lennard Struff

I seguenti giocatori sono entrati come Lucky loser:
- Albert Montañés

## Campioni

### Singolare
Philipp Kohlschreiber ha sconfitto in finale  Paul-Henri Mathieu per 2–6, 6–2, 6–2.
- È il sesto titolo in carriera per Kohlschreiber, primo del 2015.

### Doppio
Nicolás Almagro /  Carlos Berlocq hanno sconfitto in finale  Robin Haase /  Henri Kontinen per 5-7, 6-3, [11-9].